# 포흐하머 기호
조합론에서 포흐하머 기호(영어: Pochhammer symbol)는 연속의 정수들의 곱을 나타내는 기호 {\displaystyle (x)_{n}} 또는 {\displaystyle x^{(n)}}이다.

## 정의
포흐하머 기호의 표현에는 두 종류가 있다. 하나는 하강 계승(영어: falling factorial)
{\displaystyle x^{\underline {n}}=x(x-1)(x-2)\cdots (x-n+1)={\frac {x!}{(x-n)!}}={\frac {\Gamma (x+1)}{\Gamma (x-n+1)}}}
이고, 다른 하나는 상승 계승(영어: rising factorial)
{\displaystyle x^{\overline {n}}=x(x+1)(x+2)\cdots (x+n-1)={\frac {(x+n-1)!}{(x-1)!}}={\frac {\Gamma (x+n)}{\Gamma (x)}}}
이다. 정의에 따라 {\displaystyle (x)_{0}=x^{(0)}=1}이다.
포흐하머 기호의 표기는 분야 및 저자에 따라 다를 수 있으므로 주의하여야 한다. 수학 분야에 따라서, 다음과 같은 다른 표기가 존재한다.
|                 | 하강                               | 상승                              |
| --------------- | ---------------------------------- | --------------------------------- |
| 도널드 커누스   | {\displaystyle x^{\underline {n}}} | {\displaystyle x^{\overline {n}}} |
| 조합론          | {\displaystyle (x)_{n}}            | {\displaystyle x^{(n)}}           |
| 초기하함수 이론 | (없음)                             | {\displaystyle (x)_{n}}           |
밑줄 · 윗줄을 쓰는 표기는 도널드 커누스가 도입하였다.

## 성질
하강 포흐하머 기호
{\displaystyle p_{n}(x)=x^{\underline {n}}}
및 상승 포흐하머 기호
{\displaystyle q_{n}(x)=x^{\overline {n}}}
는 각각 이항형 다항식열을 이룬다. 하강 포흐하머 기호의 경우
{\displaystyle (x+1)^{\underline {n}}-x^{\underline {n}}=\left((x+1)-(x-n+1)\right)x^{\underline {n-1}}nx^{\underline {n-1}}}
이므로, 이에 대응하는 델타 작용소는 전방 유한 차분
{\displaystyle \Delta _{+}f=\left(\exp \left({\frac {d}{dx}}\right)-1\right)f=f(x+1)-f(x)}
이다. 마찬가지로, 상승 포흐하머 기호의 경우
{\displaystyle x^{\overline {n}}-(x-1)^{\overline {n}}=\left((x+n-1)-(x-1)\right)x^{\overline {n-1}}=nx^{\overline {n-1}}}
이므로, 이에 대응하는 델타 작용소는 후방 유한 차분
{\displaystyle \Delta _{-}f=\left(1-\exp \left(-{\frac {d}{dx}}\right)\right)f=f(x+1)-f(x)}
이다.

## 역사
프로이센의 수학자 레오 아우구스트 포흐하머의 이름을 땄다. 그러나 포흐하머 자신은 오히려 {\displaystyle (x)_{n}}을 이항계수 {\displaystyle \textstyle {\binom {x}{n}}}을 나타내는 데 사용하였다.

## 같이 보기
- 큐-포흐하머 기호
- 계승 (수학)
- 스털링 수

## 참고 문헌
1. 1 2  Knuth, Donald (1992). “Two notes on notation”. 《American Mathematical Monthly》 (영어) 99 (5): 403–422. arXiv:math/9205211. Bibcode:1992math......5211K. doi:10.2307/2325085. JSTOR 2325085.